# Kazuń (gmina)
Kazuń – dawna gmina wiejska istniejąca w latach 1952–1954 w woj. warszawskim (dzisiejsze woj. mazowieckie). Siedzibą gminy był Kazuń.
Gmina została utworzona 1 lipca 1952 roku w woj. warszawskim, w nowo powstałym powiecie nowodworskim, z części gminy Cząstków; jednocześnie do nowej gminy przyłączono część obszaru gmin Głusk i Kampinos. W dniu powołania gmina składała się z 25 gromad.
Gmina została zniesiona 29 września 1954 roku wraz z reformą wprowadzającą gromady w miejsce gmin. Jednostki nie przywrócono 1 stycznia 1973 roku po reaktywowaniu gmin.